# Мечетное (Костанайская область)
Мечетное (каз. Мешіт) — село в Камыстинском районе Костанайской области Казахстана. Входит в состав Свердловского сельского округа. Находится примерно в 15 км к западу от районного центра, села Камысты. Код КАТО — 394830200.

## Население
В 1999 году население села составляло 615 человек (306 мужчин и 309 женщин). По данным переписи 2009 года, в селе проживало 327 человек (168 мужчин и 159 женщин).